# BugGuide
BugGuide.net
BugGuide (ou BugGuide.net) est un site Web et une communauté en ligne de naturalistes, amateurs et professionnels, qui partagent des observations d'arthropodes tels que des insectes, des araignées et d'autres créatures apparentées.

## Présentation
Le site Web se compose de pages de guide d'information et de plusieurs milliers de photographies d'arthropodes des États-Unis et du Canada qui sont utilisées pour l'identification et la recherche,.
Le site non commercial est hébergé par le département d'entomologie de l'Université d'État de l'Iowa. BugGuide a été conçu par le photographe Troy Bartlett en 2003 et depuis 2006, il est maintenu par John VanDyk, professeur adjoint d'entomologie et analyste principal des systèmes à l'université d'État de l'Iowa. Le site Web a été reconnu pour avoir contribué à changer la perception du public à l'égard des insectes.
Selon l'auteur de jardinage Margaret Roach, « Le site est l'endroit où les naturalistes de tous niveaux partagent des photos d'"insectes, d'araignées et de leurs proches" pour favoriser l'enthousiasme et élargir la base de connaissances sur ces éléments souvent négligés (et comme le souligne BugGuide, 'souvent- créatures décriées') ».
Un groupe Facebook appelé BugGuide a été créé en 2008. En octobre 2020 , il comptait 5 600 membres.

## Statistiques
Selon VanDyk, BugGuide a enregistré plus de 809 millions de visites en 2010, avec une moyenne d'environ 26 visites par seconde.
Il a également déclaré qu'au début de 2011, le site se composait de près de 34 000 pages écrites représentant environ 23 % des espèces d'insectes estimées en Amérique du Nord.
En avril 2012, le guide a dépassé les 500 000 photos.
En octobre 2014, BugGuide comptait 30 774 pages d'espèces et 48 572 pages au total, avec plus de 808 718 images soumises par plus de 27 846 contributeurs. Le 22 septembre 2014, BugGuide a dépassé 1 000 000 de pages (dont la plupart sont des photographies).
En décembre 2020, il comptait plus de 1,3 million d'espèces décrites, ainsi que de nombreuses autres non décrites.

## Contributions à la science
Les photographies mises en ligne ont contribué ou donné lieu à plusieurs publications scientifiques. Une grande partie des images présentées dans un atlas de guêpes vespidées sont attribuées aux contributeurs de BugGuide. Les photographies de BugGuide ont également permis de détecter la présence de fourmis et de coléoptères nuisibles dans de nouveaux États,.
Le géologue et collectionneur de papillons de nuit Richard Wilson a déclaré à propos du site : « Le site BugGuide est très utile pour quiconque trouve un insecte et il est très interactif pour l'identifier si une photo peut être prise ».

### Nouvelles espèces
Selon le site lui-même, BugGuide.net a été responsable de l'identification de onze nouvelles espèces jusqu'alors non décrites à la mi-2014. De plus, douze espèces nouvelles dans l'hémisphère occidental ont été identifiées pour la première fois via le site ; sept autres nouveaux venus en Amérique du Nord ; et de nombreux nouveaux enregistrements de pays (principalement les États-Unis) et des observations d'État/comté.